# Окуп-Малий
Окуп-Малий (пол. Okup Mały) — село в Польщі, у гміні Ласьк Ласького повіту Лодзинського воєводства.
Населення — 627 осіб (2011).
У 1975-1998 роках село належало до Серадзького воєводства.

## Демографія
Демографічна структура станом на 31 березня 2011 року:
|          | Загалом | Допрацездатний вік | Працездатний вік | Постпрацездатний вік |
| -------- | ------- | ------------------ | ---------------- | -------------------- |
| Чоловіки | 311     | 68                 | 219              | 24                   |
| Жінки    | 316     | 59                 | 202              | 55                   |
| Разом    | 627     | 127                | 421              | 79                   |